# Paral·lel 39° nord
El paral·lel 39° nord és una línia de latitud que es troba a 39 graus nord de la línia equatorial terrestre. Travessa Europa, la Mediterrània Àsia, l'Oceà Pacífic, Amèrica del Nord l'oceà Atlàntic.
Als Estats Units, el límit oriental de l'estat de Califòrnia es va definir seguint el meridià 120 a l'oest al sud del paral·lel 42° nord al nord fins a la seva intersecció amb el paral·lel 39° nord, més enllà segueix una línia diagonal on el riu Colorado travessa el paral·lel 35° nord.

## Geografia
En el sistema geodèsic WGS84, al nivell de 39° de latitud nord, un grau de longitud equival a 86,626 km; la longitud total del paral·lel és de 31.185 km, que és aproximadament 78,0% de la de l'equador, del que es troba a 4.319 km i a 5.683 km del pol Nord

## Durada del dia
En aquesta latitud, el sol és visible durant 14 hores i 54 minuts a l'estiu, i 9 hores i 26 minuts en solstici d'hivern.

## Arreu del món
Començant al meridià de Greenwich i dirigint-se cap a l'est, el paral·lel 39º passa per:
| Coordenades                               | País, territori o mar        | Notes |
| ----------------------------------------- | ---------------------------- | --- |
| 39° 0′ N, 0° 0′ E / 39.000°N,0.000°E      | Mar Mediterrània             | |
| 39° 0′ N, 1° 17′ E / 39.000°N,1.283°E     | Espanya                      | Illa d'Eivissa |
| 39° 0′ N, 1° 35′ E / 39.000°N,1.583°E     | Mar Mediterrània             | Passa just al sud de l'illa de Cabrera, Espanya |
| 39° 0′ N, 8° 23′ E / 39.000°N,8.383°E     | Itàlia                       | Illes de Sant'Antioco i Sardenya |
| 39° 0′ N, 9° 1′ E / 39.000°N,9.017°E      | Mar Mediterrània             | Mar Tirrè - passa just al nord de l'illa de Stromboli, Itàlia |
| 39° 0′ N, 16° 8′ E / 39.000°N,16.133°E    | Itàlia                       | |
| 39° 0′ N, 17° 10′ E / 39.000°N,17.167°E   | Mar Mediterrània             | Mar Jònic |
| 39° 0′ N, 20° 42′ E / 39.000°N,20.700°E   | Grècia                       | Continent i Illa d'Eubea |
| 39° 0′ N, 23° 22′ E / 39.000°N,23.367°E   | Mar Egeu                     | passa just al nord de l'illa de Skyros, Grècia |
| 39° 0′ N, 26° 17′ E / 39.000°N,26.283°E   | Grècia                       | Illa de Lesbos |
| 39° 0′ N, 26° 32′ E / 39.000°N,26.533°E   | Mar Egeu                     | |
| 39° 0′ N, 26° 48′ E / 39.000°N,26.800°E   | Turquia                      | |
| 39° 0′ N, 44° 11′ E / 39.000°N,44.183°E   | Iran                         | |
| 39° 0′ N, 45° 26′ E / 39.000°N,45.433°E   | Azerbaidjan                  | Nakhtxivan |
| 39° 0′ N, 46° 6′ E / 39.000°N,46.100°E    | Armènia                      | |
| 39° 0′ N, 46° 31′ E / 39.000°N,46.517°E   | Azerbaidjan                  | |
| 39° 0′ N, 46° 41′ E / 39.000°N,46.683°E   | Iran                         | |
| 39° 0′ N, 48° 21′ E / 39.000°N,48.350°E   | Azerbaidjan                  | |
| 39° 0′ N, 49° 11′ E / 39.000°N,49.183°E   | Mar Càspia                   | |
| 39° 0′ N, 53° 2′ E / 39.000°N,53.033°E    | Turkmenistan                 | Illa d'Ogurja Ada |
| 39° 0′ N, 53° 3′ E / 39.000°N,53.050°E    | Mar Càspia                   | |
| 39° 0′ N, 53° 53′ E / 39.000°N,53.883°E   | Turkmenistan                 | |
| 39° 0′ N, 64° 6′ E / 39.000°N,64.100°E    | Uzbekistan                   | |
| 39° 0′ N, 68° 7′ E / 39.000°N,68.117°E    | Tadjikistan                  | |
| 39° 0′ N, 73° 49′ E / 39.000°N,73.817°E   | República Popular de la Xina | Xinjiang Qinghai Gansu Qinghai Gansu Qinghai (per uns 7 km) Gansu (per uns 30 km) Qinghai (per uns 17 km) Gansu Mongòlia Interior (per uns 16 km) Gansu (per uns 6 km) Mongòlia Interior Gansu Mongòlia Interior Ningxia Mongòlia Interior Shaanxi Shanxi Hebei Tianjin (just al sud del centre de la ciutat) |
| 39° 0′ N, 117° 46′ E / 39.000°N,117.767°E | Mar Groc                     | Golf de Bohai |
| 39° 0′ N, 121° 19′ E / 39.000°N,121.317°E | República Popular de la Xina | Liaoning (península de Liaodong) — passa just al nord de Dalian |
| 39° 0′ N, 121° 51′ E / 39.000°N,121.850°E | Mar Groc                     | Passa just al sud de les illes de Zhangzi i Haiyang |
| 39° 0′ N, 125° 12′ E / 39.000°N,125.200°E | Corea del Nord               | Pyongan del Sud Passa entre Pyongyang-Taedong Pyongan del Sud Kangwon - Passa just al sud de Wonsan |
| 39° 0′ N, 127° 50′ E / 39.000°N,127.833°E | Mar del Japó                 | |
| 39° 0′ N, 139° 51′ E / 39.000°N,139.850°E | Japó                         | Illa de Honshū: — Prefectura de Yamagata — Prefectura d'Akita — Prefectura d'Iwate — Prefectura de Miyagi − per 1 km — Prefectura d'Iwate |
| 39° 0′ N, 141° 44′ E / 39.000°N,141.733°E | Oceà Pacífic                 | |
| 39° 0′ N, 123° 42′ O / 39.000°N,123.700°O | Estats Units                 | Califòrnia Nevada Utah Colorado Kansas Missouri Illinois Indiana Kentucky Ohio Virgínia Occidental Virgínia Maryland – tallant a través del pont de la badia de Chesapeake Delaware |
| 39° 0′ N, 75° 20′ O / 39.000°N,75.333°O   | Badia de Delaware            | |
| 39° 0′ N, 74° 57′ O / 39.000°N,74.950°O   | Estats Units                 | Nova Jersey |
| 39° 0′ N, 27° 57′ O / 39.000°N,27.950°O   | Oceà Atlàntic                | Pasa entre les Illes de Graciosa (la punta més meridional) i São Jorge, Açores, Portugal |
| 39° 0′ N, 9° 25′ O / 39.000°N,9.417°O     | Portugal                     | Passa uns 40 km al nord de Lisboa |
| 39° 0′ N, 6° 58′ O / 39.000°N,6.967°O     | Espanya                      | |
| 39° 0′ N, 0° 9′ O / 39.000°N,0.150°O      | Mar Mediterrània             | |